# Abies forrestii
Abies forrestii é uma espécie de conífera da família Pinaceae.
Apenas pode ser encontrada na China.

## Variedades
- Abies forrestii var. ferreana (Bordères & Gaussen) Farjon & Silba
- Abies forrestii var. forrestii
- Abies forrestii var. georgei (Orr) Farjon
- Abies forrestii var. smithii Viguié & Gaussen